# Liste von Sakralbauten in Saarbrücken
Die Liste der Sakralbauten in Saarbrücken listet nach Konfessionen unterteilt die Kirchengebäude und sonstigen Sakralbauten in der saarländischen Landeshauptstadt Saarbrücken auf.

## Liste

### Römisch-katholische Kirchen und Kapellen
| Bild | Inneres | Name                                              | Stadtteil / Lage                                                        | Bauzeit             | Anmerkungen / Baustil |
| ---- | ------- | ------------------------------------------------- | ----------------------------------------------------------------------- | ------------------- | --- |
|      |         | St. Jakob                                         | Alt-Saarbrücken Keplerstraße 13 (Standort)                              | 1887/1907/1949/1954 | neugotischer Kirchenbau, 1949/54 vereinfachter Wiederaufbau                                                                                          |
|      |         | St. Mauritius                                     | Alt-Saarbrücken Moltkestraße 33 (Standort)                              | 1956                | 2003 profaniert |
|      |         | Heilig Kreuz                                      | Alt-Saarbrücken (Folsterhöhe) Hirtenwies 12 (Standort)                  | 1996                | |
|      |         | Deutschherrenkapelle                              | Alt-Saarbrücken Pfählerstraße 2 (Standort)                              | 13. Jh.             | Ältestes Kirchengebäude in Saarbrücken, Gottesdienste finden gelegentlich statt. Eine Besonderheit ist die englische Orgel aus dem Buckingham Palace |
|      |         | Kirche der Marienschule                           | Alt-Saarbrücken Hohenzollernstraße 59A (Standort)                       | 1950                | ehemalige Schulkapelle des Gymnasiums Marienschule, profaniert und abgerissen                                                                        |
|      |         | Röchling-Kapelle                                  | Alt-Saarbrücken Am Triller (Standort)                                   | 1908                | Ehemalige Privatkapelle der Unternehmerfamilie Röchling                                                                                              |
|      |         | Basilika St. Johann                               | St. Johann Katholisch-Kirch-Straße (Standort)                           | 1758                | Barockes Kirchengebäude |
|      |         | St. Michael                                       | St. Johann Schumannstraße 25 (Standort)                                 | 1924                | Expressionistisches Kirchengebäude; Größtes Kirchengebäude der Stadt und daher auch umgangssprachlich "Saarbrücker Dom" genannt.                     |
|      |         | St. Elisabeth                                     | St. Johann Hellwigstraße 15 (Standort)                                  | 1954                | Jugendkirche eli.ja |
|      |         | Maria Königin                                     | St. Johann (Rotenbühl) Kohlweg 44 (Standort)                            | 1959                | Architekt Rudolf Schwarz |
|      |         | Oblatenkloster Maria von der Immerwährenden Hilfe | St. Johann (Rotenbühl) Rotenbühlerweg 27 (Standort)                     | 1928                | Ursprünglich sowohl Kloster als auch Pfarrei! Kloster 2011 aufgelöst.                                                                                |
|      |         | St. Thomas Morus                                  | St. Johann (Am Homburg) Gaußstraße 9 (Standort)                         | 1968                | 2023 profaniert und abgerissen. |
|      |         | St. Edith Stein                                   | St. Johann (Universität des Saarlandes) Campus A3 1, Fach 39 (Standort) | 1997                | Katholische Universitätskirche auf dem Campus der Universität des Saarlandes; Rundbau aus Beton                                                      |
|      |         | St. Josef                                         | Malstatt Pfarrer-Bungarten-Straße 49 (Standort)                         | 1910                | Neugotisches Kirchengebäude |
|      |         | St. Paulus                                        | Malstatt (Rastpfuhl) Lebacher Straße 119 (Standort)                     | 1961                | |
|      |         | St. Antonius                                      | Malstatt (Rastpfuhl) Rastpfuhl 12A (Standort)                           | 1929                | Als Franziskanerklosterkirche erbaut |
|      |         | St. Marien                                        | Malstatt (Rußhütte) Fischbachstraße 93 (Standort)                       | 1929                | Seit 2017 wegen Bauschäden geschlossen, 2024 profaniert.                                                                                             |
|      |         | St. Albert                                        | Malstatt (Rodenhof) Heinrich-Köhl-Straße (Standort)                     | 1954                | Architekt Gottfried Böhm |
|      |         | Christkönig                                       | St. Arnual Präsident-Baltz-Straße 6 (Standort)                          | 1929                | Expressionistisch-byzantinisches Kirchengebäude |
|      |         | St. Pius                                          | St. Arnual Sigebertstraße 3 (Standort)                                  | 1963                | Brutalistisches Kirchengebäude |
|      |         | St. Maria zu den Engeln                           | St. Arnual Julius-Kiefer-Straße 11 (Standort)                           | 1978                | Priorat der Priesterbruderschaft St. Pius X. |
|      |         | St. Augustinus                                    | Eschberg Küstriner Straße 20 (Standort)                                 | 1973                | |
|      |         | Herz Jesu                                         | Burbach Hubert-Müller-Straße (Standort)                                 | 1914                | Neoromanisches Kirchengebäude |
|      |         | St. Eligius                                       | Burbach Bergstraße 58 (Standort)                                        | 1873                | Neogotisches Kirchengebäude |
|      |         | St. Helena                                        | Burbach (Füllengarten) Weserstraße 2 (Standort)                         | 1959                | Zeltartiges Kirchengebäude; 2009 profaniert; 2012 abgebrannt                                                                                         |
|      |         | St. Johannes Baptista                             | Altenkessel Blumenstraße 22 (Standort)                                  | 1903                | Neogotisches Kirchengebäude |
|      |         | St. Elisabeth                                     | Altenkessel (Rockershausen) Beethovenstraße (Standort)                  | 1929                | Expressionistisches Kirchengebäude |
|      |         | St. Michael                                       | Gersweiler Kirchenstraße 3 (Standort)                                   | 1889                | 2023 profaniert |
|      |         | Herz Mariä                                        | Gersweiler (Ottenhausen) Klarenthaler Straße 25 (Standort)              | 1952                | |
|      |         | St. Bartholomäus                                  | Klarenthal Lerchenweg 2 (Standort)                                      | 1927                | |
|      |         | Mariä Himmelfahrt                                 | Dudweiler Kleine Kirchenstraße 1 (Standort)                             | 1866                | Neogotisches Kirchengebäude |
|      |         | St. Barbara                                       | Dudweiler Am Hang 11 (Standort)                                         | 1958                | |
|      |         | St. Bonifatius                                    | Dudweiler Robert-Koch-Straße 19 (Standort)                              | 1957                | 2013 profaniert und zum Kindergarten umgebaut; kleiner Kirchenraum wieder im Gebäude eingerichtet                                                    |
|      |         | St. Hubertus                                      | Jägersfreude Achenbachstraße 61 (Standort)                              | 1927                | |
|      |         | Mariä Sieben Schmerzen                            | Herrensohr Karlstraße 65 (Standort)                                     | 1938/1951           | |
|      |         | St. Ursula                                        | Scheidt Kirchweg 13 (Standort)                                          | 1935                | |
|      |         | St. Theresia                                      | Schafbrücke Kolbenholz 3 (Standort)                                     | 1952                | |
|      |         | Maria Hilf                                        | Brebach Saarbrücker Straße 42 (Standort)                                |                     | |
|      |         | St. Martin                                        | Fechingen Provinzialstraße 69 (Standort)                                | 1964                | 2010 profaniert und verkauft; heute Kunstgalerie |
|      |         | Heilig Kreuz                                      | Güdingen Saargemünder Straße 157B (Standort)                            | 1951                | |
|      |         | St. Katharina                                     | Bübingen Saargemünder Straße 186 (Standort)                             | 1957                | |
|      |         | St. Peter                                         | Ensheim Schulstraße 29 (Standort)                                       | 1755/1907           | St. Peter in Ensheim sowie St. Laurentius in Eschringen gehören als einzige Saarbrücker Kirchen zum Bistum Speyer                                    |
|      |         | St. Laurentius                                    | Eschringen Andreas-Kemp-Straße 18 (Standort)                            | 1930                | St. Peter in Ensheim sowie St. Laurentius in Eschringen gehören als einzige Saarbrücker Kirchen zum Bistum Speyer                                    |

### Evangelisch-landeskirchliche Kirchen und Kapellen
| Bild | Inneres | Name                                      | Stadtteil / Lage                                     | Bauzeit           | Anmerkungen / Baustil |
| ---- | ------- | ----------------------------------------- | ---------------------------------------------------- | ----------------- | --- |
|      |         | Ludwigskirche                             | Alt-Saarbrücken Am Ludwigsplatz 18 (Standort)        | 1761–1772         | Bedeutender barocker Kirchenbau |
|      |         | Schlosskirche                             | Alt-Saarbrücken Am Schloßberg 6 (Standort)           | ~ 1476            | gotischer Kirchenbau; ursprünglich als katholische St. Nikolauskirche erbaut; ab 1575 evangelisch; 1982 entwidmet und heute als Museum genutzt.       |
|      |         | Notkirche am 40er Grab                    | Alt-Saarbrücken Spichererbergstraße 81 (Standort)    | 1946              | Holzbau; Gottesdienste finden nur gelegentlich statt.                                                                                                 |
|      |         | Johanneskirche                            | St. Johann Cecilienstraße 2 (Standort)               | 1898              | 1962 massive Umgestaltung des Innenraumes (Verlust der originalen neugotischen Innenausstattung); mit 75 m Höhe höchster Kirchturm im Saarland        |
|      |         | Alte Kirche                               | St. Johann Ev.-Kirch-Straße 27 (Standort)            | 1727/1953         | Seit 1995 wird die Kirche nur noch gelegentlich für Gottesdienste genutzt. Es finden regelmäßige anderweiteige Veranstaltungen (Konzerte etc.) statt. |
|      |         | Christuskirche                            | St. Johann (Rotenbühl) Rotenbühlerweg 64 (Standort)  | 1958              | |
|      |         | Evangelische Kirche Malstatt              | Malstatt Zur Malstatt 6 (Standort)                   | 1870/1954         | 2025 entwidmet. |
|      |         | Evangelische Kirche Rußhütte              | Malstatt (Rußhütte) Am Torhaus 24 (Standort)         | 1937/1949         | 2025 entwidmet. |
|      |         | Evangelisches Gemeindezentrum Knappenroth | Malstatt (Rastpfuhl) Am Knappenroth 1 (Standort)     | 1995              | |
|      |         | Stiftskirche                              | St. Arnual St.-Arnualer Markt 4 (Standort)           | 1315–1400         | Gotische Augustiner-Stiftskirche; seit 1575 evangelisch                                                                                               |
|      |         | Maria-Magdalenen-Kirche                   | Eschberg Magdeburger Straße 76 (Standort)            | 1974              | |
|      |         | Matthäuskirche                            | Burbach Noldplatz 2 (Standort)                       | 1898/1953         | Neugotisches Kirchengebäude; 1942 zerstört und 1953 vereinfacht wiederaufgebaut                                                                       |
|      |         | Markuskirche                              | Burbach (Füllengarten) Im Füllengarten 99 (Standort) | 1965              | 2007 entwidmet und zu einem Tanzsaal umgebaut. |
|      |         | Lutherkirche                              | Altenkessel Hasenstraße 2 (Standort)                 | 1887              | Neugotisches Kirchengebäude |
|      |         | Evangelische Kirche                       | Gersweiler Hauptstraße (Standort)                    | 1785/1936         | Barockes Kirchengebäude |
|      |         | Evangelische Kirche                       | Klarenthal Hauptstraße (Standort)                    | 1932              | |
|      |         | Christuskirche                            | Dudweiler Saarbrücker Straße (Standort)              | 1882              | |
|      |         | Heilig-Geist-Kirche                       | Dudweiler Martin-Luther-Straße (Standort)            | 1967              | Betonbau |
|      |         | Segenskirche                              | Jägersfreude Kirchweg 20 (Standort)                  | 1937              | |
|      |         | Kreuzkirche                               | Herrensohr Johannesstraße 33 (Standort)              | 1909              | Neugotisches Kirchengebäude |
|      |         | Evangelische Kirche                       | Scheidt Scheidterbergstraße 5 (Standort)             | 1738/1958         | |
|      |         | Kirche am Lorenzberg                      | Schafbrücke Am Lorenzberg 10 (Standort)              | 1952              | |
|      |         | Jakobuskirche                             | Brebach Jakobstraße 16 (Standort)                    | 1972              | |
|      |         | Stumm-Kirche                              | Brebach Stummstraße 15 (Standort)                    | 1882              | Neoromanischer Kirchenbau; 1972 entwidmet und heute privat als Lagerraum genutzt.                                                                     |
|      |         | Evangelische Kirche                       | Fechingen Am Kirchberg 2 (Standort)                  | 13. Jh./1779/1966 | |
|      |         | Evangelische Kirche                       | Güdingen Saargemünder Straße 136 (Standort)          | 1779              | |
|      |         | Evangelische Kirche                       | Bübingen Im Hofgarten (Standort)                     | ~ 1700            | |
|      |         | Evangelische Kirche                       | Bischmisheim Kirchstraße 1A (Standort)               | 1824              | Klassizistischer Zentralbau; Architekt Karl Friedrich Schinkel                                                                                        |
|      |         | Protestantische Kirche                    | Ensheim Alte Spitalstraße 64 (Standort)              | 1901              | Die Protestantische Kirche Ensheim gehört als einzige Kirche Saarbrückens zur Evangelischen Landeskirche der Pfalz                                    |

### Weitere Kirchengebäude
| Bild | Inneres | Name                              | Konfession                 | Stadtteil / Lage                                      | Bauzeit        | Anmerkungen |
| ---- | ------- | --------------------------------- | -------------------------- | ----------------------------------------------------- | -------------- | --- |
|      |         | Friedenskirche                    | Alt-katholisch             | Alt-Saarbrücken Löwengasse (Standort)                 | 1751           | Architekt Friedrich Joachim Stengel; Ursprünglich reformierte Kirche; 1820–1892 Schulgebäude; seit 1892 Altkatholische Kirche; 1945 weithestgehende Zerstörung; 1967 Wiederaufbau |
|      |         | Immanuelkirche                    | Alt-Lutherisch (SELK)      | Alt-Saarbrücken Gärtnerstraße 38 (Standort)           | 1902           | Neoromanischer Kirchenbau |
|      |         | Evangelisch-methodistische Kirche | Evangelisch-methodistisch  | Alt-Saarbrücken Gutenbergstraße 2 (Standort)          | ~ 1970er Jahre | |
|      |         | Hl. Eugenia                       | Russisch-Orthodox          | Burbach Lindenhofstraße 1 (Standort)                  |                | |
|      |         | Adventgemeinde                    | Siebenten-Tags-Adventisten | St. Johann Rückertstraße 12 (Standort)                | ~ 1950er Jahre | |
|      |         | Neuapostolische Kirche            | neuapostolisch             | St. Johann (Rotenbühl) Scheidter Straße 22 (Standort) |                | |
|      |         | Neuapostolische Kirche            | neuapostolisch             | Fechingen Provinzialstraße 1 (Standort)               |                | |
|      |         | Neuapostolische Kirche            | neuapostolisch             | Güdingen Im Allmet 20 (Standort)                      |                | |

### Jüdische Gotteshäuser
| Bild | Inneres | Name                      | Stadtteil / Lage | Bauzeit | Anmerkungen |
| ---- | ------- | ------------------------- | ---------------- | ------- | ----------- |
|      |         | Alte Synagoge Saarbrücken |                  |         |             |
|      |         | Synagoge Saarbrücken      |                  |         |             |